# Bojko Borissow

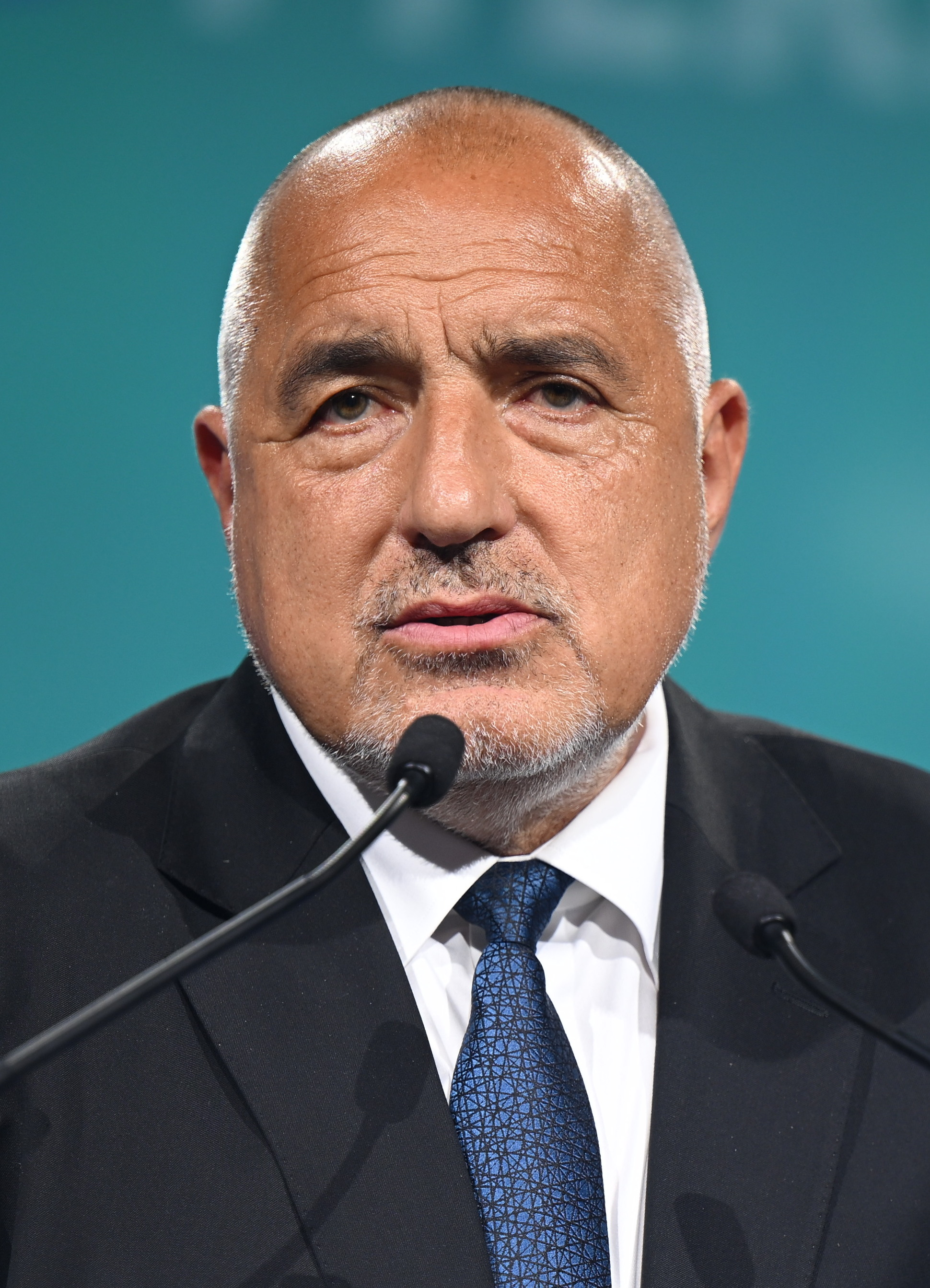
Bojko Borissow 2022

Bojko Metodiew Borissow (bulgarisch Бойко Методиев Борисов, englische Transkription Boiko Metodiev Borisov; * 13. Juni 1959 in Bankja) ist ein bulgarischer Politiker der Partei GERB. Er ist seit 2010 Vorsitzender seiner Partei. Er war von Juli 2009 bis Februar 2013, von November 2014 bis Januar 2017 sowie von Mai 2017 bis Mai 2021 Ministerpräsident Bulgariens.

## Leben
Bojko Borissow absolvierte während der Herrschaft der Kommunisten in Bulgarien die Akademie des bulgarischen Innenministeriums. Von 1982 bis 1985 diente er als Zugführer und Kompanieführer bei den Truppen des Innenministeriums, danach bis 1990 war er Dozent am Höheren Ausbildungsinstitut für Polizeiführer und für wissenschaftliche Forschung des Innenministeriums. Dort erwarb er den Titel eines Dr. phil. mit der Dissertation Psycho-Physiologisches Training der operativen Kräfte.
Seit 1978 beschäftigt er sich aktiv mit Karate; zeitweise war er Trainer der bulgarischen Nationalmannschaft.
1991 gründete Borissow die Personenschutzfirma Ipon-1, die unter anderem den Schutz des ehemaligen Staats- und Parteichefs Todor Schiwkow und des ehemaligen Zaren Simeon Sakskoburggotski übernahm. Nachdem Sakskoburggotski 2001 Ministerpräsident geworden war, wurde Borissow oberster Polizeichef bzw. Staatssekretär im Innenministerium. 2004 wurde er zum Generalleutnant befördert.
2005 zog er als Abgeordneter der Partei Nationale Bewegung Simeon der Zweite in das bulgarische Parlament ein. Noch im selben Jahr gab er seinen Parlamentssitz auf, um als Bürgermeister der Hauptstadt Sofia zu kandidieren. In einer Stichwahl setzte er sich gegen Tatjana Dontschewa von der Bulgarischen Sozialistischen Partei (BSP) durch.
Im März 2006 gründete Borissow die Bewegung „Bürger für eine europäische Entwicklung Bulgariens“ (GERB), aus der im Dezember desselben Jahres die gleichnamige Partei hervorging. In beiden Organisationen hatte er jedoch keine offizielle Position. Kurz nach ihrer Gründung wurde GERB die führende politische Kraft Bulgariens. Im Mai 2007 erzielte sie bei den Wahlen für das Europäische Parlament die meisten Stimmen. Im Oktober 2007 wurde Borissow als Bürgermeister von Sofia wiedergewählt. Bei den Parlamentswahlen am 5. Juli 2009 erzielte Borissow mit GERB einen weiteren Wahlerfolg. Die Partei wurde zur stärksten Fraktion im Parlament und bekundete kurz nach Bekanntgabe der ersten Hochrechnungen ein Interesse an einer Mitte-rechts-Koalition.
Nach der Parlamentswahl am 5. Juli 2009 und dem Sieg über die Ex-Kommunisten von der BSP sagte Borissow:

„1944 haben sie am 16. September meinen Großvater wie einen Hund ermordet, und heute würdige ich ihn, wenn ich sie vom Thron stürze.“

Bojko Borissow wurde am 27. Juli 2009 zum 11. Ministerpräsidenten der Republik Bulgarien gewählt. Außer der GERB-Partei unterstützten noch die Parlamentarier der Blauen Koalition, der Partei Ordnung, Sicherheit und Gerechtigkeit (kurz RZS) und der nationalistischen Ataka die Regierungsbildung.
Anfang 2010 entzog die Partei RZS, während des Amtsenthebungsverfahrens gegen den bulgarischen Präsidenten Georgi Parwanow, die Unterstützung für die Regierung Borissows und wechselte in die Opposition.
Nach anhaltenden Protesten in der Bevölkerung gegen Sparmaßnahmen und Strompreiserhöhungen trat Borissow am 20. Februar 2013 zusammen mit seinem Kabinett zurück. Finanzminister Djankov hatte bereits zwei Tage zuvor sein Amt aufgegeben.
Im November 2014 wurde Borissow erneut Bulgariens Ministerpräsident; er bildete die Regierung Borissow II.
Nach dem gescheiterten Putschversuch in der Türkei 2016 lieferte er laut Der Spiegel mindestens acht türkische Oppositionelle, die nach Bulgarien geflüchtet waren, an die türkische Regierung unter Recep Tayyip Erdoğan aus.
Nach der Niederlage der von ihm nominierten Präsidentschaftskandidatin Zezka Zatschewa gegen Rumen Radew in der zweiten Runde der Präsidentschaftswahl in Bulgarien 2016 im November 2016 kündigte Borissow an, bald seinen Rücktritt einzureichen. Die Amtsübergabe an seinen Nachfolger, Interimsregierungschef Ognjan Gerdschikow, erfolgte am 27. Januar 2017. Nachdem seine Partei GERB bei der durch seinen Rücktritt ausgelösten Parlamentsneuwahl im März 2017 erneut stärkste Kraft geworden war, wurde Borissow am 4. Mai 2017 erneut zum Ministerpräsidenten gewählt. Seine Regierung stützt sich auf eine Koalition der GERB mit den Vereinigten Patrioten.
Die Parlamentswahl im April 2021 konnte Borissow ebenfalls für sich entscheiden. Die GERB musste allerdings starke Verluste hinnehmen und zog mit rund 25 % der Wählerstimmen ins Parlament ein. Aufgrund der zersplitternden Parteienlandschaft und der fehlenden absoluten Mehrheit der GERB im Parlament erklärte Borissow, am 14. April 2021 keine weitere Amtszeit als Ministerpräsident anzustreben. Als jedoch keine Partei oder Koalition im Parlament eine Regierungsmehrheit bilden konnte, ernannte am 12. Mai 2021 der bulgarische Präsident Rumen Radew den früheren General Stefan Janew zu Borissows Nachfolger als Interimsministerpräsidenten. Dessen Regierung soll die Neuwahlen im Juli 2021 vorbereiten.
Unter Borissow trat Bulgarien der EU-Staatsanwaltschaft bei und unterstützte Bulgarien den EU-Rechtsstaatsmechanismus. Bulgarien blieb aber auch unter Borissows Regierungszeit ein stark von Korruption und eingeschränkter Pressefreiheit geprägtes Land. Wenige Wochen nach Borissow Amtsverzicht verhängten die USA unter der Regierung Biden offiziell aufgrund der Korruption in Bulgarien Wirtschaftssanktionen gegen mehrere prominente Bulgaren und ihre Unternehmen.
Im März 2022 wurde Borissow wegen des Verdachts auf Missbrauch von EU-Geldern festgenommen. Am Folgetag wurde er wieder freigelassen, nachdem die Staatsanwaltschaft sich geweigert hatte, gegen ihn zu ermitteln.

## Ehrungen und Auszeichnungen
- 2010: Sonderstufe des Großkreuzes des Verdienstordens Pro Merito Melitensi des Souveränen Malteserordens[17]

## Fußballkarriere
In der Saison 2013/14 stand Borissow als „ältester Fußballprofi Europas“ beim Zweitligisten FK Witoscha Bistriza unter Vertrag, für den er auf der Mittelstürmer-Position am 25. August 2013 gegen Widima-Rakowski Sewliewo sein Debüt feierte. Bereits 2011 war der Politiker in der von Fans durchgeführten Vorauswahl zu Bulgariens „Fußballer des Jahres“ als Reaktion auf die schlechten fußballerischen Leistungen ihrer Nationalspieler auf Platz eins gewählt worden. Er ließ sich jedoch vor der finalen Abstimmung der Journalisten von der Liste streichen.